# Cuzăplac
Cuzăplac è un comune della Romania di 1 815 abitanti, ubicato nel distretto di Sălaj, nella regione storica della Transilvania.
Il comune è formato dall'unione di 8 villaggi: Cubleșu, Cuzăplac, Gălășeni, Mierța, Petrindu, Ruginoasa, Stoboru, Tămașa.
Sul territorio del comune esistono due giacimenti carboniferi, uno di lignite nei pressi di Tămaşa e uno di torba nei pressi di Stoboru; entrambi sono tuttora coltivati, nonostante il minerale estratto abbia un contenuto di zolfo piuttosto elevato.